# Rudolf Titzck

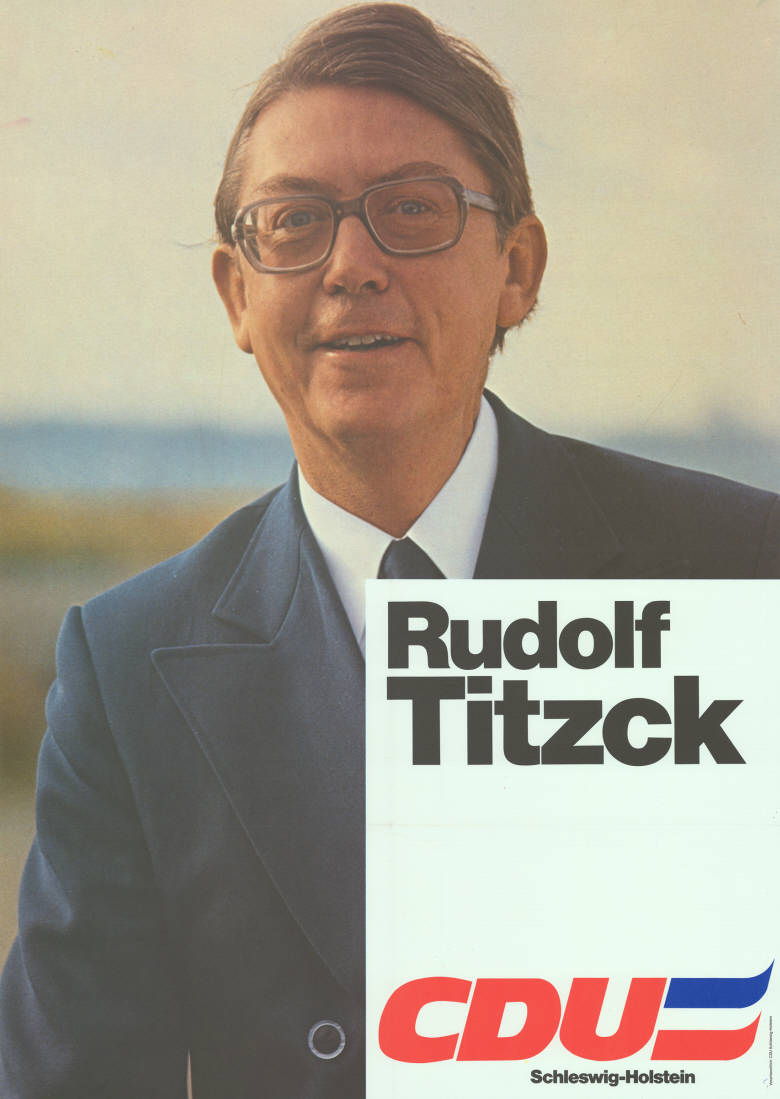
Kandidatenplakat zur Landtagswahl in Schleswig-Holstein 1979

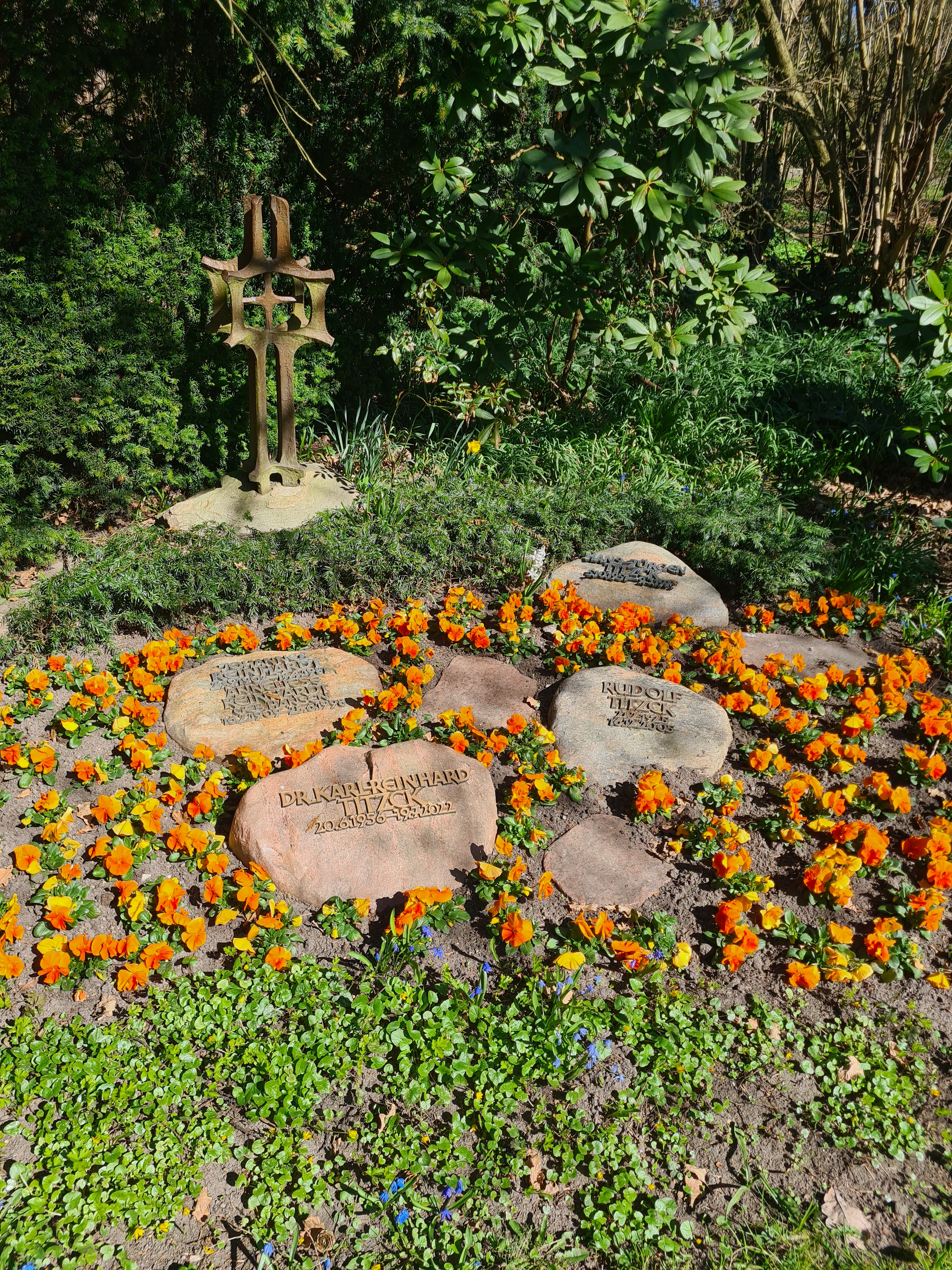
Das Grab von Rudolf Titzck auf dem Nordfriedhof (Kiel)

Rudolf Titzck (* 21. Februar 1925 in Neukirchen/Nordfriesland; † 16. Dezember 2005 in Kiel) war ein deutscher Politiker (CDU). Er war von 1971 bis 1979 Innenminister, von 1979 bis 1983 Finanzminister und von 1983 bis 1987 Präsident des Landtages von Schleswig-Holstein.

## Leben und Beruf
Nach dem Abitur 1943 am Gymnasium in Flensburg begann der Sohn des Pastors Karl Titzck und der Magdalena Titzck, geborene Janell, ein Studium der Rechts- und Staatswissenschaften in Freiburg im Breisgau, das er aber schon 1944 wegen seiner Einberufung zur Wehrmacht unterbrechen musste. Er nahm nicht an Kampfhandlungen teil, da er bald an Tuberkulose erkrankte. Nach der Entlassung aus der Kriegsgefangenschaft nahm er 1946 sein Studium an der Christian-Albrechts-Universität zu Kiel wieder auf und legte 1948 das erste und 1952 das zweite juristische Staatsexamen ab. Von 1952 bis 1954 war er wissenschaftlicher Mitarbeiter am Oberverwaltungsgericht Lüneburg. 1954 trat er als Regierungsassessor in die Verwaltung des Kreises Herzogtum Lauenburg ein. 1956 wechselte er als Referent in das Innenministerium des Landes Schleswig-Holstein, zuletzt als Regierungsdirektor in Innenministerium und Staatskanzlei.
Rudolf Titzck war ab 1951 verheiratet mit Inge Titzck, geborene Reinhardt, und hatte drei Kinder (Hans-Jürgen, Klaus-Peter und Karl-Reinhard). Seit 1953 war er Mitglied der Studentenverbindung SBV Wikingia Kiel im SB.

## Politik
Titzck, der ab 1934 dem Jungvolk und der Hitlerjugend (in der er 1941 Fähnleinführer wurde) angehörte, trat zum 20. April 1943 in die NSDAP ein. Danker und Lehmann-Himmel charakterisieren ihn in ihrer Studie über das Verhalten und die Einstellungen der Schleswig-Holsteinischen Landtagsabgeordneten und Regierungsmitglieder der Nachkriegszeit in der Zeit des Nationalsozialismus aufgrund seiner Jugend als „ns-sozialisiert“.
Er war von 1966 bis 1978 Landesvorsitzender der Kommunalpolitischen Vereinigung der CDU in Schleswig-Holstein. Von 1959 bis 1963 gehörte Titzck der Ratsversammlung der Landeshauptstadt Kiel an. Von 1975 bis 1988 war er Mitglied des Landtages von Schleswig-Holstein. Von 1983 bis 1987 war er Präsident des Landtages von Schleswig-Holstein.
Titzck war 1987 über die Landesliste und sonst stets als direkt gewählter Abgeordneter des Wahlkreises Plön-Nord in den Landtag eingezogen. Titzck wurde vom Landtag in die siebente Bundesversammlung, die am 23. Mai 1979 Karl Carstens zum Bundespräsidenten wählte, und die achte Bundesversammlung, die am 23. Mai 1984 Richard von Weizsäcker zum Bundespräsidenten wählte, entsandt.

## Öffentliche Ämter
Titzck war von 1963 bis 1969 Bürgermeister und Kämmerer der Stadt Kiel.
Am 1. Januar 1970 wurde er als Staatssekretär und Chef der Staatskanzlei in die von Ministerpräsident Helmut Lemke geleitete Landesregierung von Schleswig-Holstein berufen.
Nach der Landtagswahl 1971 wurde er dann am 24. Mai 1971 in der nun von Gerhard Stoltenberg geführten Regierung zum Innenminister von Schleswig-Holstein ernannt. Am 1. Juli 1979 übernahm er dann die Leitung des Finanzministeriums. Dieses Amt behielt er zunächst auch unter dem neuen Ministerpräsidenten Uwe Barschel, schied dann aber nach der Landtagswahl 1983 am 12. April 1983 aus der Landesregierung aus.
Neben seinem Ministeramt war er von 1976 bis 1983 Europabeauftragter der schleswig-holsteinischen Landesregierung und vom 8. März 1978 bis zum 23. Juli 1980 Mitglied des Rundfunkrates des NDR.

## Ehrungen
- 1979 Ehrenmitglied des Landesfeuerwehrverbandes Schleswig-Holstein
- 1. Oktober 1976 Großes Verdienstkreuz
- 18. Dezember 1979 Großes Verdienstkreuz mit Stern
- 12. Juni 1984 Großes Verdienstkreuz mit Stern und Schulterband.
- Ehrenbürger der Gemeinde Nebel auf Amrum
- Rotarier